# Campo (Vallemaggia)
Campo (Vallemaggia) je obec ve švýcarském kantonu Ticino, okresu Vallemaggia. Nachází se v západní části kantonu, u hranic s Itálií. Žije zde asi 50 obyvatel.

## Geografie

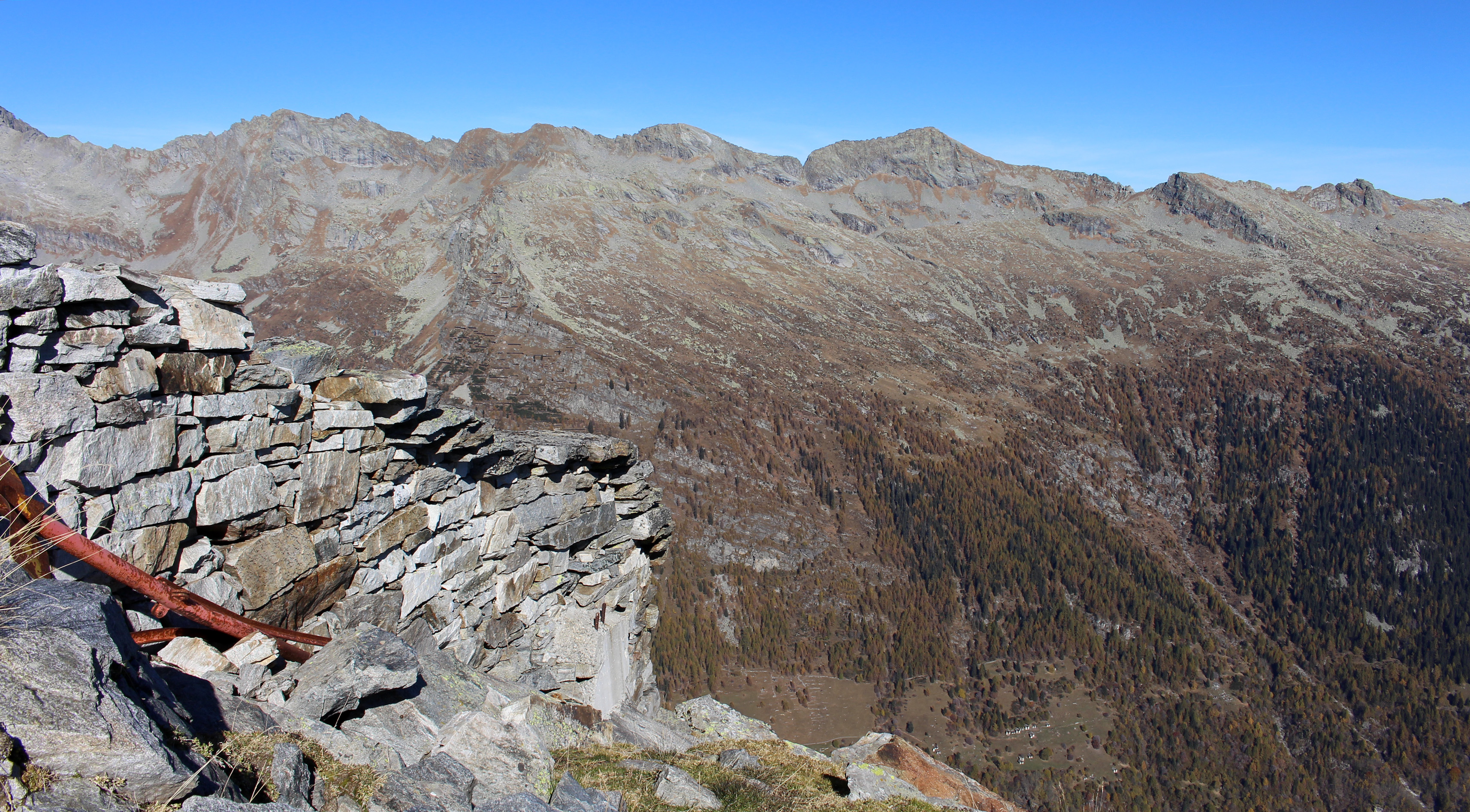
Pohled z Pizzo Bombögn do údolí

Obec se nachází v údolí Val di Campo v nadmořské výšce 1314 metrů, 26 km severozápadně od Locarna. Severní hranice s obcí Bosco/Gurin probíhá po hřebenech horského masivu. Nejzápadnějším bodem tohoto řetězce je Madone/Batnall (2748 m n. m.), nejvýchodnějším bodem je Pizzo Bombögn (2289 m n. m.). Západní hranice údolí Val Formazza je zároveň státní hranicí s Itálií. Vede od Madone/Batnall přes Pizzo Quadro (2793 m n. m.), pak rozděluje horní část údolí Val di Campo jihovýchodním směrem, pokračuje jihozápadním směrem k Pizzo di Porcaresc (2467 m n. m.) a pak se stáčí na východ.
Celá jižní hranice je zároveň hranicí okresu (Okres Vallemaggia/Okres Locarno) a vede převážně po horských hřebenech do Pizzo Molinera (2292 m n. m.). Z této hory se vrací severozápadním směrem na Pizzo Bombögn. V jižní části pohoří se nacházejí čtyři malá jezera: Lago dei Pozzöi (1955 m n. m.), Lago gelato (2155 m n. m.), Lago di Sfii (1909 m n. m.) a Lago del Pèzz (1979 m n. m.).
Hlavním tokem je řeka Rovana, která vzniká soutokem Ri di Sfii (pramení na jihu obce) a Rio Colobiasca (pramení na západě obce). Koryto řeky, které se od 19. století neustále prohlubuje, představuje pro osadu velkou hrozbu. Stejně tak je to skutečnost, že dešťová voda se může hromadit v podzemí na nepropustné vrstvě a uvádět do pohybu masy zeminy, což způsobuje sesouvání terasy.

## Historie
Údolí Campo, dříve nazývané údolí Cevio, muselo tvořit jednu vicinanzu (čtvrť); později vznikly obce Campo, Cimalmotto a Niva. Campo bylo v pozdním středověku osadou značné velikosti. V 15. století tvořila obec spolu s obcemi Cevio, Bignasco a Cavergno nadřazený okres Roana, pravděpodobně zvláštní správní obvod. Kolem roku 1700 byly vesnice v údolí Val Rovana bohaté a do jejich ústraní se stěhovaly zámožné ticinské rodiny. Zakořenily zde slavné rody jako Pedrazzini, Porta, Pontoni a Fabri.
Od středověku vedlo Campo spor se sousední italskou vesnicí Crodo v údolí Ossola o alpskou oblast Cravairola, které leží na samém konci údolí. Teprve 23. září 1874 bylo toto území definitivně přiděleno Itálii v takzvaném rozhodnutí o Cravairole na základě arbitrážního nálezu vyslance Spojených států amerických.
Již v 17. a 18. století se mnoho lidí vystěhovalo do Německa a Itálie, protože zde bylo příliš málo pracovních míst a sídelních oblastí pro všechny obyvatele. V důsledku toho se počet obyvatel snížil na polovinu (1683–1801: -51,2 %). V první polovině 19. století byly Cimalmotto a Niva opět spojeny s Campo. Počet obyvatel se stabilizoval až do roku 1850, než začalo velké masové vystěhovalectví, které trvalo až do roku 1990. Zpočátku byly cílovými destinacemi zámoří (Kalifornie a Austrálie), ale řada obyvatel emigrovala i do jiných částí kantonu Ticino. V důsledku toho se počet obyvatel mezi lety 1683 a 1990 snížil o 95,6 %, což je nejvyšší číslo ze všech obcí Ticina.
Mírný vzestup v 90. letech 20. století se již opět zpomalil.

## Obyvatelstvo

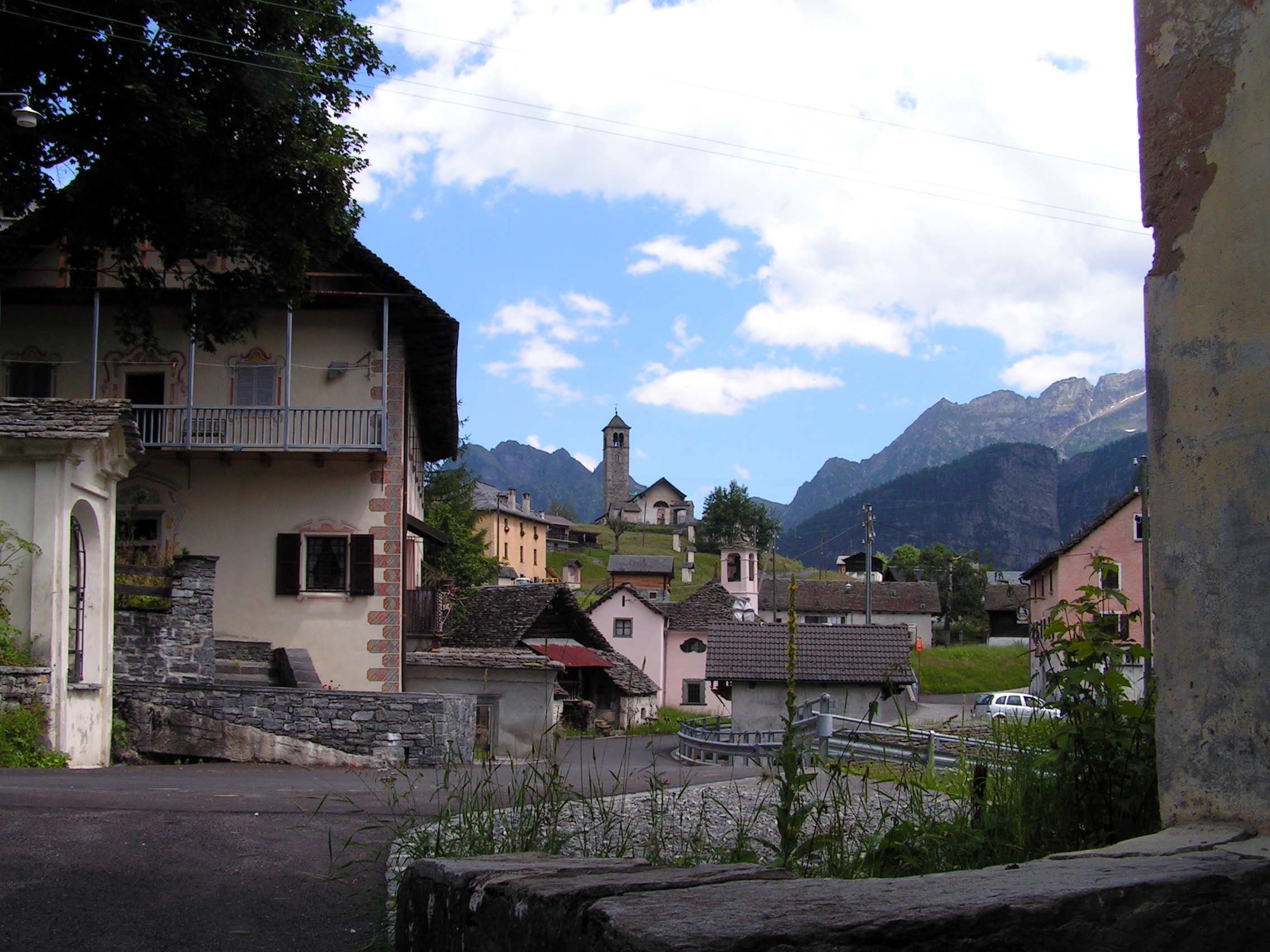
Centrum obce

| Rok            | 1683 | 1801 | 1850 | 1888 | 1900 | 1930 | 1950 | 1970 | 1990 | 2000 | 2004 | 2010 | 2020 |
| Počet obyvatel | 1067 | 521  | 506  | 358  | 291  | 201  | 182  | 95   | 47   | 58   | 56   | 49   | 49   |

## Hospodářství a doprava
Zaměstnaní lidé v Campu pracují převážně v zemědělství. Část osob také pracuje ve službách (cestovní ruch) a v obchodě.
Obec je napojena na síť veřejné dopravy autobusovou linkou Postauto z obce Cevio.